# Campoletis luminosator
Campoletis luminosator är en stekelart som beskrevs av Jacques F. Aubert 1974. Campoletis luminosator ingår i släktet Campoletis och familjen brokparasitsteklar. Arten är känd från Israel. Inga underarter finns listade.